# روزينا هينلي
روزينا هينلي (بالإنجليزية: Rosina Henley)‏ هي كاتبة سيناريو وكاتِبة وممثلة أمريكية، ولدت في 1890، وتوفيت في 1978.

## وصلات خارجية
- روزينا هينلي على موقع IMDb (الإنجليزية)
- روزينا هينلي على موقع قاعدة بيانات الفيلم (الإنجليزية)